# Мароканска масница
Мароканска масница (лат. Pinguicula fontiqueriana) врста је из рода масница и ендем Марока, где насељава влажна станишта северо-западних падина планине Тидгин.

## Опис
Мароканска масница је вишегодишња биљка са 5 до 10 листова у приземној розети. Листови су јајасти до елиптични са повијеним ободом. Има од један до три цвета на дугачким лепљивим дршкама дужине до 15 cm. Усне чашице су јајасте, док је доња усна подељена близу основе, са дивергентним режњевима. Круница је дуга од 18 до 26 mm, ружичасто-плаве боје са левкастом цеви. Усне крунице су неједнаке, горња дворежњевита и доња трорежњевита са режњевима који се не преклапају. Оструга је дуга од 4 до 6 mm, права је или је незнатно повијена. Чаура је скоро обла, пречника од 3 до 4 mm.

## Размножавање
Цвета кратко, средином јуна, а начин опрашивања је ентомофилија. Плодоноси од јуна до августа. Размножава се семенима и вегетативним изданцима (лат. gemmae).

## Распрострањење
Мароканска масница је ендем Марока, и то Рифских планина, где расте на влажним стаништима у близини извора и потока. Насељава планину Лерс (упитно) и Тидгин.

## Станиште
Мароканска масница је биљка влажних травнатих и стеновитих терена, често у шумама атлантског кедра, на надморској висини од 1700 до 2100 m.

## Ботаничка историја
Прве примерке је сакупио Фонт Куер 1927. године на планини Лерс. Касније, 4. јуна 1929. године, Фонт Куер је сакупио сличне биљке са планине Тидгин, а 14. јуна исте године, Мер је сакупио додатне примерке са истог локалитета. Истог дана Фонт Куер је сакупио примерке из Бени Седата. Сакупљене примерке Фонт Куер је описао као Pinguicula vulgaris. 1930. године у свом Iter Maroccanum, део примерака је описао као Pinguicula corsica. 1931. године, Мер исти биљни материјал описује као Pinguicula vulgaris, без назначивања Фонт Куеровог рада. Две године касније, Сенен и Морицијо прате критеријуме постављене од стране Фонт Куера, и на основу материјала који је он сакупио пријављују присуство врсте Pinguicula corsica у централном Рифу. Ромо, Перис и Стибинг су 13. јуна 1995. године сакупили 7 примерака са северо-западних падина планине Тидгин и описали их као нову врсту - Pinguicula fontiqueriana, у част Фонт Куера, који ју је први сакупио и описао.